# Марек Ђорђевић
Марек Ђорђевић је српски аутомобилски дизајнер познат по аутомобилу енгл. Rolls-Royce Phantom VII.

## Биографија
Рођен је 1969. у Београду. Студирао је на факултету за уметност и дизајн у Пасадени, где сада предаје као ванредни професор.
Петнаест је година радио у Ролс-Ројсу. Био је шеф компаније за спољни дизајн и, такође, креативни директор Designworksа у Калифорнији. Тамо је радио на возилима Мини, МГ и Ланд Ровер. Такође је био укључен у дизајн енгл. Phantom Coupé и енгл. Phantom Drophead Coupé, као и експериментални енгл. Rolls-Royce 100EX, проглашен најбољим луксузним аутомобилом икад.
Године 2003. дизајнирао је спољашњост енгл. Rolls-Royce Phantom VII, луксузног модела који је помогао оживљавању бренда Ролс-Ројс. Аутомобил је направио ни од чега, а наводи да је то био један од најједноставнијих дизајнерских програма које је икада искусио. Наглашава да су пропорције важни елемент у целокупном дизајну, као и да на савремени начин тумаче традиционалне елементе. Ђорђевић је, такође, допринео маркетиншким аспектима и планирању производа за енгл. Phantom VII.
Године 2005. напустио је Ролс-Ројс како би основао сопствену фирму у Лос Анђелесу, где се фокусира на копнена, морска и ваздушна возила.